# Тазівське – УКПГ-3С/Тазівський
Тазівське – УКПГ-3С/Тазівський – система газопроводів на півночі Тюменської області, яка забезпечила видачу продукції Тазівського родовища.
В 1962-му на лівобережжі річки Таз виявили гігантське Тазівське нафтогазоконденсатне родовище, що стало першим відкриттям у Надим-Пур-Тазівській нафтогазоносній області, яка невдовзі перетворилась на головний газовидобувний регіон Росії. Втім, основні запаси родовища були пов’язані з нафтою (та газовою шапкою, спрацювання якої доцільне лише за єдиним проектом із нафтовидобутком), так що його повномасштабна розробка через складні геологічні умови та відсутність інфраструктури для роботи з рідкими вуглеводнями затрималась більш ніж на півстоліття (за які у регіоні виникла потужна газотранспортна інфраструктура).
З 1968-го вели обмежений видобуток із однієї свердловини з метою забезпечення потреб селища Газ-Сале, яке виникло поряд з родовищем та стало базою Тазівської нафтогазорозвідувальної експедиції.  
В 2002-му ввели в дію газопровід Газ-Сале – Тазівський довжиною 28 км та діаметром 325 мм, який забезпечив газифікацію ще одного селища.
Наприкінці 2010-х нарешті узялись за проект повномасштабної розробки родовища, в межах якого для видачі супутнього та вільного газу в 2020-му запустили трубопровід довжиною 53 км та діаметром 800 мм, який транспортує ресурс до установки комплексної підготовки газа УКПГ-3С на унікальному родовищі Заполярне, яке сполучене з газотранспортною системою потужним коридором Заполярне – Уренгой. Для облаштування переходу траси Тазівське – УКПГ-3С під річкою Лук’яха використали метод спрямованого горизонтального буріння.